# Karl Erdmann Edler
Karl Erdmann Edler (* 8. Mai 1844 in Podiebrad, Böhmen; † 25. Jänner 1931 in Wien) war ein österreichischer Dichter und Novellist.
Edler war der Sohn eines österreichischen Beamten. Er besuchte das Gymnasium in Leitmeritz. Nach Abschluss seiner  Ausbildung war er ab 1864 Erzieher im Haus des Grafen Amadei, des Statthalters der Bukowina. Später wirkte er als Erzieher der Söhne des Prinzen Hohenlohe, des Obersthofmeisters des Kaisers Franz Joseph I. 1878 wurde er zum Professor der Poetik, Mythologie und Geschichte der Schauspielkunst am Wiener Konservatorium berufen. Aus Gesundheitsgründen zog er sich 1890 in den Ruhestand zurück. 1903 erfolgte seine Erhebung zum Kaiserlichen Rat. Er verfasste meist auf historischem Hintergrund spielende farbenreiche und stimmungsvolle Erzählungen sowie Romane und trat als Dramatiker mit der Tragödie Theodora (Wien 1881) hervor.

## Werke
- „Wilfried“, eine Geschichte aus dem Mittelalter, Wien 1874; 3. Auflage, Leipzig 1887
- Koloritstudien, Wien 1874
- Artemis, Wien 1876
- Ursinia, Wien 1876
- Baldine, Wien 1881
- Notre Dame des Flots. Eine Glocknerfahrt, Wien 1882
- Der letzte Jude, Roman, Leipzig 1885
- Peire de Cinqtors, Wien 1883; 3. Auflage, Leipzig 1887
- Die Tochter des Nazareners, Berlin 1889
- Santa Justina, Leipzig 1894
- Der schwarze Tod, Roman, Wien 1895
- Der Kampf um die Kunst, Wien 1895
- Beatrix von Hohenzollern, Jena 1896
- Duino-Novellen, Berlin 1896
- Die neue Herrin, Berlin 1897
- Die Lindenbühler. Das Geburtstagsgeschenk, 1898
- Auf dem Turm. Der Gruftengel. Ein Blumenseelchen. Ein Weihnachtslied. Eleanor und Lori, 5 Erzählungen, 1902
- Erzählungen und Novellen, 1908
- Betta von Duino, 1909